# Domenico Bartolucci
Domenico Bartolucci (Borgo San Lorenzo, 7 mei 1917 – Rome, 11 november  2013) was een Italiaans dirigent, componist en geestelijke, en een kardinaal van de Rooms-Katholieke Kerk.
Bartolucci werd op 23 december 1939 priester gewijd. Op jeugdige leeftijd werd hij ook dirigent van het koor van de Dom van Florence en begon hij missen, motetten, orgelmuziek, als ook madrigalen en kamermuziek te componeren. Hij werd in 1956 dirigent van de Cappella Musicale Pontificia, een functie die hij tot 1997 vervulde. Zijn belangrijkste compositie is de mis "Misa Jubilei," geschreven in het Heilige Jaar 1950.
Bartolucci werd in 1965 benoemd tot kapelaan van Zijne Heiligheid.Tijdens het consistorie van 20 november 2010 werd hij kardinaal gecreëerd, met de rang van kardinaal-diaken. De Santissimo Nome di Gesù e Maria in Via Lata werd zijn titeldiakonie. Zijn benoeming tot kardinaal moet gezien worden als een teken van waardering. Wegens zijn leeftijd was hij niet stemgerechtigd op het conclaaf van 2013.
Het is verplicht dat niet-bisschoppen die tot kardinaal verheven worden, alsnog gewijd worden. In geval van hoge leeftijd en/of slechte gezondheid zijn hierop uitzonderingen mogelijk. Bartolucci werd deze dispensatie verleend. In zijn wapen voerde hij derhalve geen bisschopsstaf.
Na zijn overlijden vond de begrafenismis op 13 november 2013 plaats in de Sint-Pietersbasiliek in Rome onder leiding van Angelo Sodano, voorzitter van het College van Kardinalen. Paus Franciscus prees in een slotwoord de priesterlijke devotie en kwaliteiten van kardinaal Bartolucci als musicus en componist van sacrale muziek.
- Biblioteca Nacional de España: XX4825320
- Bibliothèque nationale de France: cb138912029 (data)
- Gemeinsame Normdatei: 140254757
- International Standard Name Identifier: 0000 0000 7826 3004
- Library of Congress Control Number: nr89017343
- MusicBrainz: 5085f221-600f-4718-9114-17d7a7640388
- Istituto Centrale per il Catalogo Unico: CFIV118640
- Virtual International Authority File: 51536651
- WorldCat: E39PBJB8xr7Ht4hMcJcggKXKh3